# 구 기쿠이즈미 본점 별저
이　별저는　1882년(메이지15년)에　하코다테시의　스에히로마치에서　창업하여　주류를　전문적으로　판매하던　키쿠이즈미본점의　별저이며,　1921년(타이쇼10년)에　목조로　지어진　단층　주택건물이다.　1990년(헤이세이2년)에　하코다테시로부터　「전통건축물」로 지정되었으며,　현재는　리모델링　되어　찻집으로 운영되고 있다.

## 개요
구)키쿠이즈미본점　별저는　하코다테시의　관광지　중　하나인　서부지구의　모토마치에　있으며,　구)하코다테공회당의　건물　인근부터　하치만자카로　이어지는　산책코스의　거의　정중앙에　위치해　있다.
이　건물은　2016년부터　2017년에　걸쳐　방영된　ＴＶ애니메이션 ［러브라이브!　선샤인!!（テレビアニメ ラブライブ!サンシャイン!!)］에서　작중　스쿨　아이돌그룹（スクールアイドルグループ）인　세인트 스노우 （Saint Snow)의　카즈노　자매（鹿角姉妹）의　가족이　경영하는 제과점의　모델로　사용되어，　팬들에게　큰　인기를　얻었으며　젊은층　팬들의　성지순례가　이어지고　있다．

## 연혁

### 창업
초대　창업자인　하나이　야고헤이(花井 弥吾平)는　오사카후　사카이시에　있는　일본식　명주「키쿠이즈미」의　양조원인 「오오츠카본가」에서　근무하고 있었으나,　판로개척을　위해　1882년(메이지15년)11월5일에　홋카이도로　출발하여　같은　해인　12월7일에　하코다테시　오오마치　29번지　키쿠이즈미당의　상호로　주류점을　오픈하였다．
그리고　장사의　기틀이　잡히자　동생인　코우키치（幸吉）를　하코다테로　불러， 코우키치（幸吉）가　가게를　이어받아　２대 야고헤이（弥吾平）로써　사업을　확대하였으나　형인　초대　야고헤이 （弥吾平）의　죽음을　쫓는　듯　１８９３년（메이지２６년）에　２７세의　 젊은　나이로　별세하였다．　당시　그의　아들인　 노부미츠（信光）는　５살이었기　때문에　오오츠카본가는　점원이었던　하야시　토요사부로（林豊三郎）에게　경영을　맡겨　후대를　잇도록　하였다．

### 번영
하야시　토요사부로（林豊三郎）는　키쿠이즈미의　사업　전부를　양도받아，　１８９６년（메이지２９년）１１월에　하코다테시스에히로마치１０４번지에서　키쿠이즈미하야시토요사부로상점（키쿠이즈미본점）의　경영을　시작하였다．　취급상품은　상호로도　쓰여지고　있는　「키쿠이즈미」를　시작으로　「키쿠마사무네」와　「킨로」등의　각종　명주와　양주，간장，된장　등을　판매했다．１９０７년（메이지４０년）６월에　현재의　위치로　이전하였으며，　그　후에는　쿠시로토지점과　오타루지점을　개업하여　러시아의　사할린에도　판로를　확대했다．

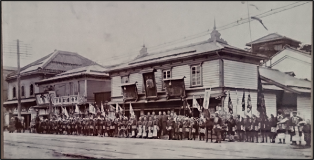
기쿠센 본점. 현재 하코다테시 스에히로마치 19에서 영업하고 있었다

### 합명회사설립
아들인　 信光는　아버지인　２대　야고헤이를　이어　３대　하나이　야고헤이（花井　弥吾平）로써　１９１８년（대정７년）에　「하야시합명회사」를　설립하고　스스로　대표에　올라，　다시　하나이가 （花井家） 에　경영권을　가져올　준비를　시작했다．

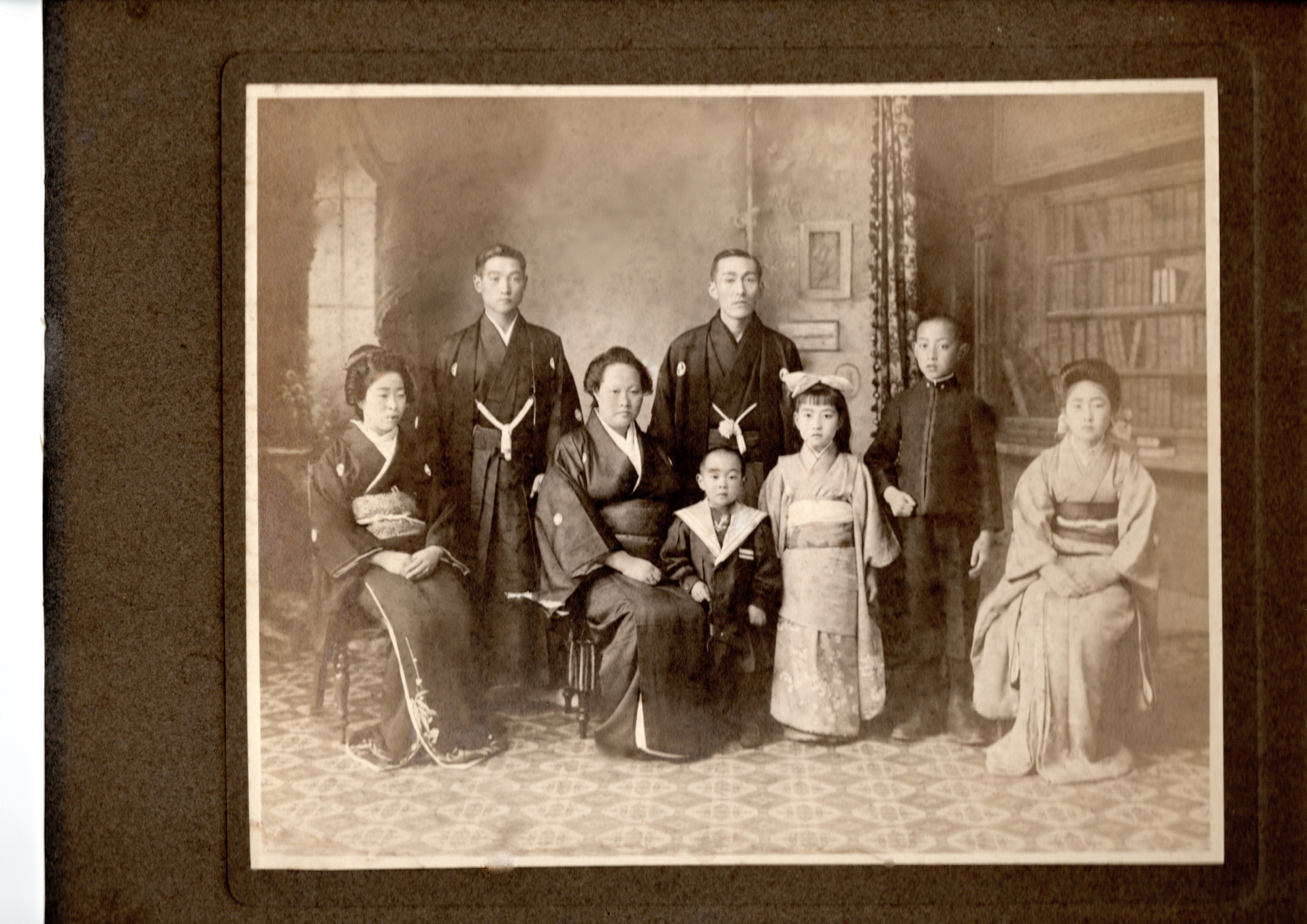
1911년(메이지 44년) 당시. 7년 후 합명회사를 설립했다. 뒷줄 왼쪽이 3대 야고헤이, 뒷줄 가운데가 하야시 풍산로(5월 18일 촬영)

### 폐업
１９３７년　（쇼와１２년）에　중일전쟁이　시작되자，　국가의　식량사정이　악화되어　주조원료인　쌀의　사용이　제한되었고，그　영향으로　인해　술의　생산량도　급격히　감소했다．그　결과，경영악화가　이어져　１９４４년（쇼와１９년）에　폐업을　선언했다．

### 복원
전쟁의　영향으로　전후에는　별저만이　남아　하나이가（花井家）의　주거목적으로　이용되어　왔지만，　１９９０년（헤이세이２년）에　하코다테시로부터　「전통건축물」로　지정된　것을　계기로，　많은　관광객이　관람할　수　있도록 리모델링이　이루어졌다．　중앙복도　우측에　위치한　타타미방은　별저의　당시　모습을　그대로　보존하면서도　일본식　건축의　멋을　더욱　살리기　위하여　이로리（ 囲炉裏 :일본의 전통 난로）를　설치했으며，　중앙복도　좌측에　있던　기존의　서재를 서양식　방과　계산대로　리모델링하였으며，　타이쇼시대의　모던　스타일로　꾸며　서양과　일본의　아름다움을　동시에　만끽할　수　있도록　했으며，　입체　기술로　복원한　（구）키쿠이즈미본점의　간판은　당시의　모습을　고스란히　간직하고　있다．

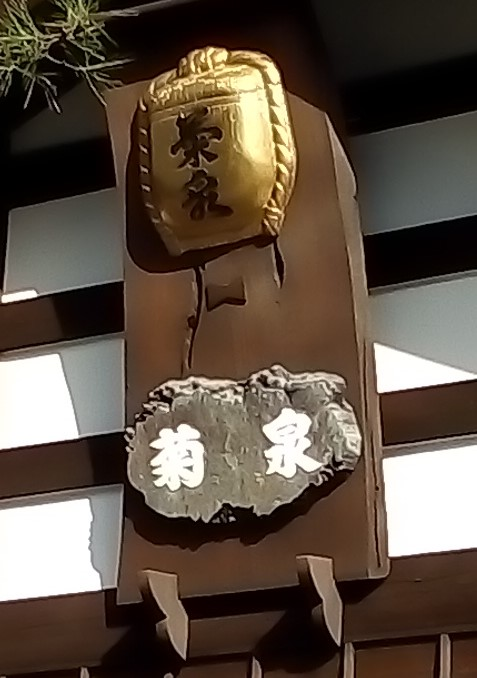
복원된 입체 간판

## 구)키쿠이즈미본점　별저

구)키쿠이즈미본점　별저

개요
１９２１년（타이쇼１０년）　당시의　건축물로서는　드물게，　중앙복도형의　방식으로　건물　앞쪽부터　뒤쪽까지　이어져　있는　것이　특징이다．　원래　이　별저는　구）하코다테구공회당　근처인　모토마치１３번지에　위치해　있었으나　１９２１년에　일어난　「하코다테　대화재」에　의해　소실되었기　때문에　같은 해 10월 현재의　위치인　１４번지에　재건되었다．
특징
지붕을　키리즈마즈쿠리（맞배 지붕）으로　짓고，요벽부분과　가로벽의　하부에　사사라코지타미이타바리（사사라코　비늘판벽）와　횡으로　긴　타테시게코우시（일본의　격자식　창문）를　배치하였으며，　현관의　축벽과　가로벽은　싯쿠이누리（회반죽바름）으로　시공하였고,　측면을 난킨시타미이타바리（난킨　비늘판벽）시공법으로　마무리했다.　특히，　지붕의　용마루와　직각을　이루는　외벽이　정면을　향하고　있는　일본식　단층　목조건물은　이 지역에서는 찾아보기　힘든　귀중한　건물이다.

## 찻집키쿠이즈미
리모델링　후　영업을　시작한　당시인　１９９９년（헤이세이１１년）에는　자료관과　쉼터를　겸한　시설로　운영　되었지만，　２０２０년　현재는　찻집으로　운영되고　있다．　포도시라타마젠자이등의　메뉴　외에도　홋카이도의　향토요리인　쿠지라지루（고래국）등의　음식들을　제공하고　있으며，　２０２１년　１２월부터는　쿠지라지루（고래국）의　포장판매와　각　지역으로의　배송판매를　시작하였다．
현재도　당시　주류점을　경영했던　하나이가（花井家）가　「菊泉」®라는　상호로　건물을　소유하고　있으며，　하코다테의　한　요식업자가　하나이가（花井家）로부터　임대를　받아　찻집을　경영을　하고　있다．

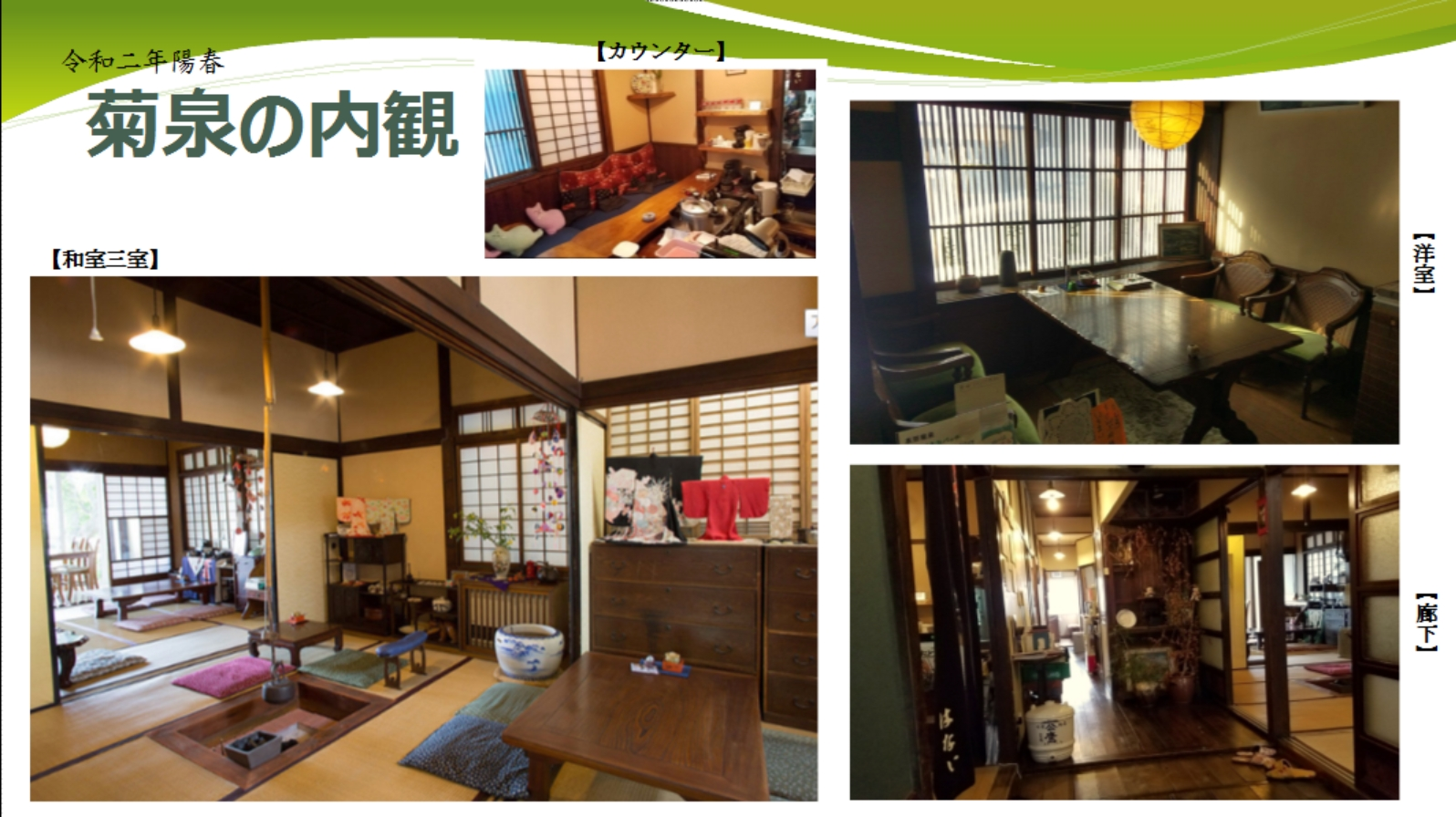

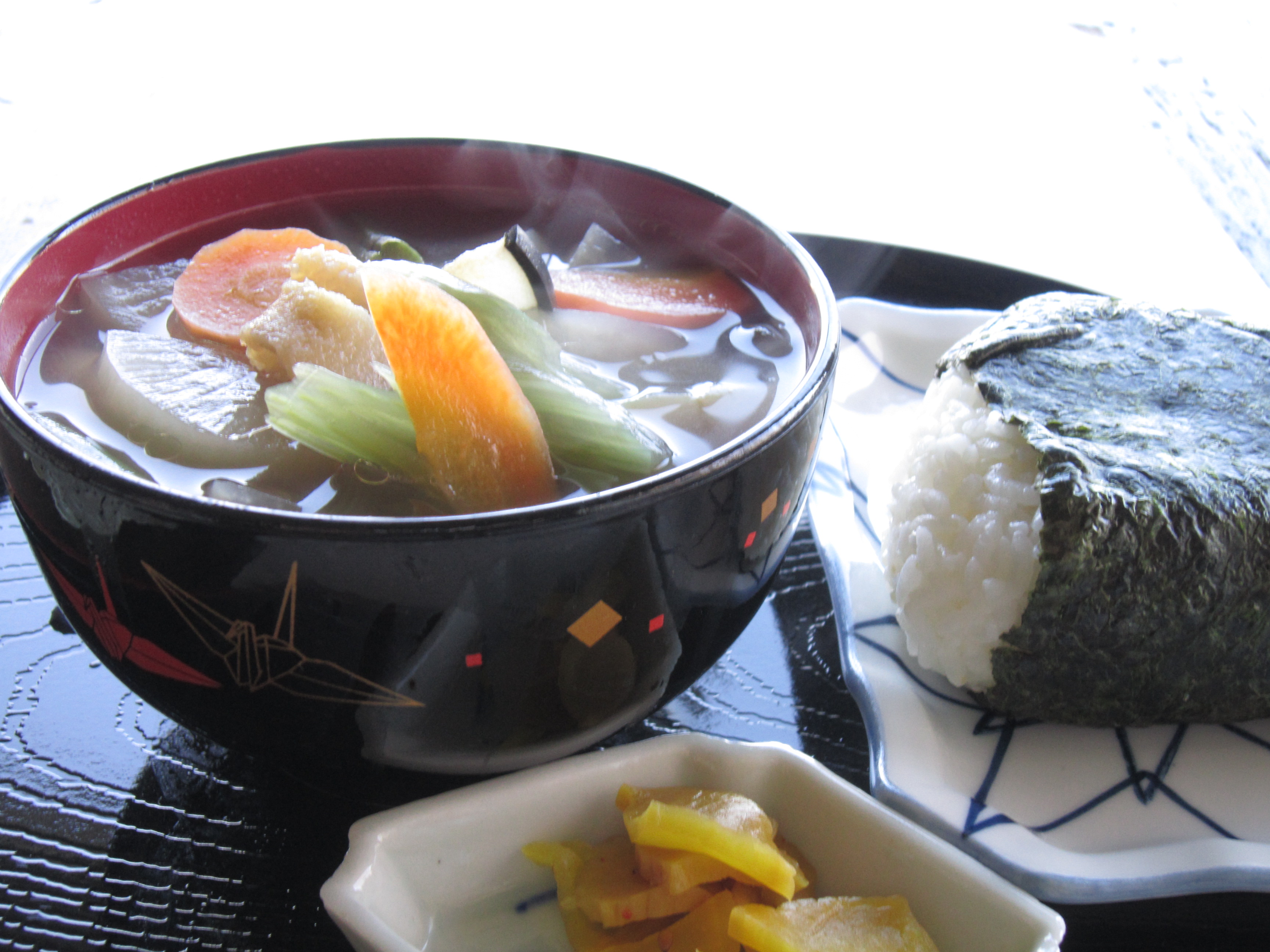
찻집 키쿠센에서 제공되는 '고래고기 국물과 주먹밥 세트'

## 찾아오시는　길
- 하코다테　전철　스에히로쵸 정류장 하차 도보3분
- 하코다테　버스　모토마치 하차 도보5분
- 하코다테　버스　로프웨이앞 하차 도보6분
- 하코다테　버스　호텔WBF그란데 하코다테앞 하차15분

## 참고문헌
- 다방 기쿠센 (@saboukikuizumi.official) – Facebook
- 다방국화천 (@sabou.kikuizumi) – Instagram
- 다방국화 (@sabo_kikuizumi) – Twitter
- OnTrip Jal
- GoodDay HOKKAIDO
- 하코다테시 공식 관광 정보